# Siluro San Bartolomeo
Siluro San Bartolomeo (SSB) bylo označení řiditelných torpéd italského královského námořnictva vyvinutých pro diverzní operace speciálních sil za druhé světové války. Jednalo se o vylepšenou verzi řiditelných torpéd Siluro a Lenta Corsa (SLC), známějších pod označením Maiale (prase). Řiditelná torpéda SSB byla do služby přijata roku 1943. Vzhledem ke kapitulaci Itálie už nebyla bojově nasazena. Předznamenala však další poválečný vývoj podvodních prostředků pro speciální jednotky.

## Pozadí vzniku

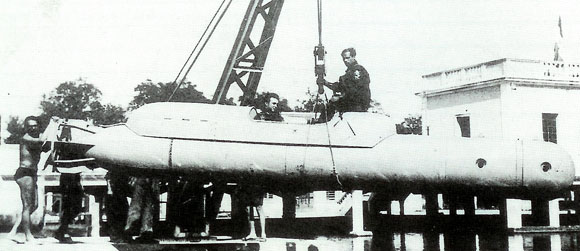
Dvoučlenná posádka a její řiditelné torpédo SSB

SSB představovalo řiditelné torpédo, sloužící k přepravě dvoučlenné posádky a její výzbroje k cíli. Byla to výrazně zdokonalená verze řiditelných torpéd Maiale. Do služby byl typ SSB přijat roku 1943. Bylo to příliš pozdě pro plánované bojové nasazení proti britské základně v Gibraltaru. Následně miniponorky testovalo britské a americké námořnictvo. Na místo řiditelné torpédo přepravovala mateřská ponorka.

## Konstrukce

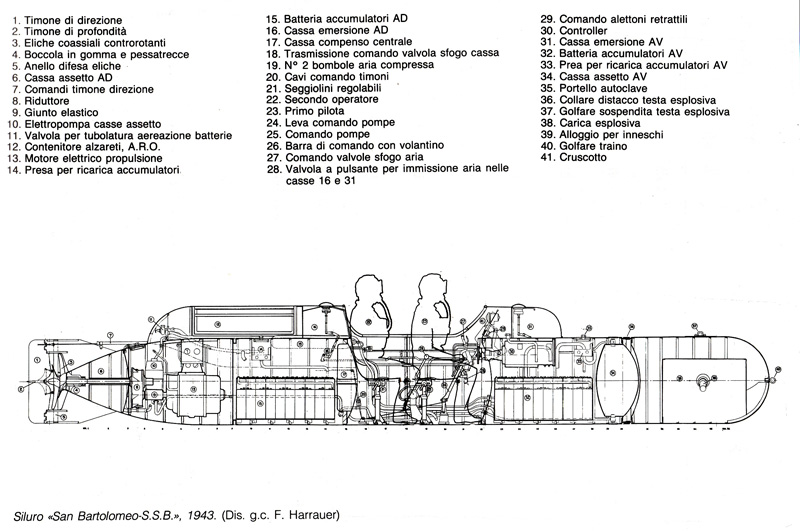
Základní uspořádání řiditelného torpéda SSB

Posádku tvořili dva žabí muži v lehkých skafandrech. V přídi byla umístěna bojová hlavice o hmotnosti 300–400 kg, nebo dvě menší, každá o hmotnosti 180–200 kg. Iniciovány byly časovým spínačem. Za nimi se nacházela balastní nádrž, na kterou navazoval kokpit posádky. Nahoře za kokpitem byl box pro různé vybavení, či malé přísavné miny. Pohonný systém tvořil elektromotor pohánějící jeden lodní šroub. Energii čerpal ze dvou sad akumulátorů. Nejvyšší rychlost dosahovala čtyři uzly. Dosah byl deset námořních mil při rychlosti tří uzlů.

## Dochované exempláře
Dochovaly se celkem tři exempláře říditelných torpéd SSB, z toho dva ve Velké Británii a třetí v Itálii. Původně se dochoval ještě čtvrtý SSB, vystavený v Submarine Forces Library v Grotonu ve státě Connecticut. Po druhé světové válce jej testovalo americké námořnictvo. Kolem roku 2016 byl sešrotován.
- Imperial War Museum, Londýn[4]
- Royal Navy Submarine Museum, Gosport
- Historická expozice speciálních italských jednotek COMSUBIN (Comando Raggruppamento Subacquei e Incursori), La Spezia.